# 北九州市立霧丘小学校
北九州市立霧丘小学校（きたきゅうしゅうしりつきりがおかしょうがっこう）は、福岡県北九州市小倉北区霧ヶ丘にある公立小学校。

## 沿革
- 1954年（昭和29年） - 仮称小倉市立黒原小学校として開校[2]
- 1954年（昭和29年） - 校名を霧丘小学校に決定する[2]
- 1955年（昭和30年） - 新校舎に移る[2]
- 1963年（昭和38年） - 北九州市立霧丘小学校に改称[2]
- 1978年（昭和53年） - 体育館完成[2]
- 1999年（平成11年） - パソコン教室完成[2]
- 2004年（平成16年） - 霧丘小学校創立五十周年記念式典を挙行[2]

## 交通
- 西鉄バス
  - 霧丘二丁目バス停下車、徒歩約4分
  - 水町バス停下車、徒歩約6分